# Tapesia villosa
Tapesia villosa är en svampart som beskrevs av Aebi 1972. Enligt Catalogue of Life ingår Tapesia villosa i släktet Tapesia, ordningen disksvampar, klassen Leotiomycetes, divisionen sporsäcksvampar och riket svampar, men enligt Dyntaxa är tillhörigheten istället släktet Mollisia, familjen Dermateaceae, ordningen disksvampar, klassen Leotiomycetes, divisionen sporsäcksvampar och riket svampar. Arten är reproducerande i Sverige. Inga underarter finns listade i Catalogue of Life.